# Ищенко, Наталья Сергеевна
Ната́лья Серге́евна И́щенко (8 апреля 1986, Смоленск, РСФСР, СССР) — российская спортсменка, выступавшая в синхронном плавании. Пятикратная олимпийская чемпионка, 19-кратная чемпионка мира, 12-кратная чемпионка Европы, абсолютная чемпионка Европы 2010 года и первая синхронистка в истории чемпионатов Европы, которой удалось выиграть все 4 вида. Член сборной России с 2002 года, заслуженный мастер спорта России.

## Биография

### Начало карьеры
Наталья Ищенко родилась в Смоленске 8 апреля 1986 года, вскоре после этого её семья переехала в Калининград. В возрасте пяти лет попала в две спортивные секции — художественной гимнастики и синхронного плавания в спортивный комплекс «Юность». Вскоре совмещать занятия сразу в двух секциях стало трудно, и Ищенко остановилась на синхронном плавании.
В течение почти 10 лет работала под руководством калининградских специалистов: Светланы Валерьевны Устюговой, Лады Степанович и Людмилы Игоревны Мизиной.
Прошла отбор и стала тренироваться в спортивном комплексе «Юность» благодаря Степанович. Во время отбора её посчитали не перспективной с якобы плохими природными данными для плавания. Однако именно Степанович сказала, что нужно дать шанс Ищенко, и она, возможно, окажется перспективным спортсменом. Мать Ищенко считает, что успех дочери — отчасти заслуга первого наставника. Степанович ездила с Ищенко на сборы, вследствие чего на спортсменку обратили внимание тренеры национальной команды.
В 14 лет Ищенко переехала в Москву, чтобы тренироваться в Олимпийском центре водного спорта на Ткацкой улице.
В рамках подготовки к чемпионату Европы 2006 года Ищенко и остальные члены сборной приняли участие в открытом чемпионате России, на котором представили свои новые сольные программы. Для короткой программы Ищенко с тренером выбрала музыку Сен-Санса, а для произвольной — мелодию из фильма «Страсти Христовы». Ищенко выиграла за явным преимуществом, опередив украинку Дарью Юшко и москвичку Юлию Шепелеву. В групповых упражнениях в составе сборной России (Мария Громова, Ольга Кужела, Анна Насекина, Елена Овчинникова, Светлана Ромашина, Эльвира Хасянова, Анна Шорина, Софья Волкова, Александра Ельчинова, Екатерина Ефремова, Елизавета Степанова) спортсменка также выиграла золотую медаль.
На чемпионате Европы 2006 года в Будапеште Ищенко принимала участие в трёх видах программы из четырёх и стала трёхкратной чемпионкой Европы в течение 24 часов. Самой ценной стала победа в соло.
На Кубке мира в Иокогаме выиграла золотые медали в соло, в составе группы и комбинации.
Первым стартом в сезоне 2007 для Ищенко стал открытый Кубок России, где она представила новую сольную программу «Мемуары Гейши» на музыку из одноимённого фильма. Программа, по словам самой спортсменки получилась «оригинальной — миксом сложных технических элементов и художественной выразительности». Ищенко выиграла золотую медаль.
На чемпионате мира в Шанхае 2011 взяла золото в шести из семи видов программы.
Объём лёгких около шести с половиной литров, втрое больше среднестатистического. Умеет задерживать дыхание на 3,5 минуты.
На Олимпийских играх в Лондоне 2012 в дуэте со Светланой Ромашиной стала чемпионкой. Победительница в групповом синхронном плавании, трёхкратная олимпийской чемпионкой.
5 апреля 2017 года Наталья Ищенко объявила о завершении своей спортивной карьеры.
Окончила Балтийский федеральный университет имени Иммануила Канта.
Заместитель председателя правительства — министр спорта Калининградской области.

## Личная жизнь
Замужем за Сергеем Аникиным, серебряным призёром чемпионата Европы по прыжкам в воду.
У Натальи Ищенко есть старший сын Семён, который родился в 2013 году.
Также в 2022 году Ищенко родила второго ребёнка — сына Фёдора.

## Награды и звания
- Заслуженный мастер спорта России
- Орден «За заслуги перед Отечеством» IV степени (13 августа 2012 года) — за большой вклад в развитие физической культуры и спорта, высокие спортивные достижения на Играх XXX Олимпиады 2012 года в городе Лондоне (Великобритания)[12]
- Орден Почёта (25 августа 2016 года) — за высокие спортивные достижения на Играх XXXI Олимпиады 2016 года в городе Рио-де-Жанейро (Бразилия), проявленные волю к победе и целеустремлённость[13].
- Орден Дружбы (2 августа 2009 года) — за большой вклад в развитие физической культуры и спорта, высокие спортивные достижения на Играх XXIX Олимпиады 2008 года в Пекине[14]
- Медаль «За заслуги перед городом Калининградом» (9 сентября 2015 года) — за высокие спортивные достижения и за личный вклад в развитие физической культуры и спорта[15]
- «Лучшая спортсменка 2009 года» (по версии Федерации спортивных журналистов России)[16].
- «Лучшая спортсменка 2011 года» (по версии Федерации спортивных журналистов России)[источник не указан 1402 дня]
- «Лучшая спортсменка 2012 года» (по версии Федерации спортивных журналистов России)[источник не указан 1402 дня]
- «Синхронистка 2009 года в Европе» (по версии Европейской лиги плавания)[17]
- «Синхронистка 2010 года в Европе» (по версии Европейской лиги плавания)[18]
- «Синхронистка 2011 года в Европе» (по версии Европейской лиги плавания)[источник не указан 1402 дня]